# Abacetus aberrans
Abacetus aberrans es una especie de escarabajo terrestre de la subfamilia Pterostichinae.  Fue descrito por Straneo en 1943 y se encuentra en Tanzania, África. 